# DKW 3=6 Monza
La DKW 3=6 Monza è un'autovettura sportiva di fascia medio-bassa, prodotta dal 1955 al 1960 dalla Casa automobilistica tedesca DKW.

## Storia e profilo

### Debutto
La produzione automobilistica DKW, intrapresa dalla Auto Union alla fine della Seconda Guerra Mondiale nel nuovo sito di Düsseldorf, riscosse un buon successo di vendite durante gli anni cinquanta del secolo scorso. Tale successo spinse la DKW ad arricchire la propria gamma con una vettura sportiva di fascia medio-bassa che condividesse una base meccanica già esistente e per la quale costruire anche un'attività sportiva che desse maggior peso al nome della DKW e dell'Auto Union. Per questo motivo, nel 1954 Günther Ahrens ed Albrecht-Wolf Mantzel, due figure di spicco ovviamente in forza alla DKW, avviarono il relativo progetto. Dopo aver stabilito come base meccanica quella della contemporanea DKW F91, disegnarono anche una carrozzeria più bassa e profilata rispetto a quella della vettura originaria. In seguito contattarono Gottfried Dannenhauer, patron della Dannenhauer & Stuss, un carrozziere tedesco con sede a Stoccarda, allo scopo di prendere accordi per lo sviluppo e la realizzazione della carrozzeria vera e propria. Dannenhauer realizzò in poco tempo un modello in scala 1:1, dal quale successivamente derivò un prototipo realizzato utilizzando come telaio quello di una F91, ma con passo accorciato. La carrozzeria del prototipo fu invece in lamiera di acciaio. Durante l'estate del 1955 fu ultimato il primo prototipo con carrozzeria in materiale leggero, mentre già in agosto venne costruito il primissimo esemplare definibile come definitivo.
La presentazione della vettura definitiva avvenne il mese successivo al Salone di Francoforte, assieme alla F93 che andò a sostituire la F91. La denominazione scelta per la berlinetta DKW nei primissimi giorni di commercializzazione fu quella di Solitude, in omaggio all'omonimo circuito situato nei pressi di Stoccarda, ed il telaio utilizzato fu ancora quello della F91. Ma la F93 presentata a Francoforte assieme alla berlinetta Monza fu caratterizzata dall'avere un telaio a carreggiate allargate di 10 cm rispetto al modello uscente, il che avrebbe potuto garantire una maggior tenuta di strada anche ad una vettura dalle velleità corsaiole come la piccola sportiva DKW. La cosa spinse nel giro di breve tempo Ahrens e Mantzel a chiedere a Dannenhauer di approntare i successivi esemplari utilizzando telaio e motore della F93. Dannenhauer accettò e si impegnò in tal senso, ma nel frattempo dovettero essere ultimati altri esemplari già cominciati ed ancora realizzati sul telaio della F91, quelli presentati con il nome di Solitude. Poco tempo dopo la fine del Salone di Francoforte tali esemplari furono ultimati e venduti, e cominciò quindi la produzione degli esemplari su telaio F93. Finalmente, per la produzione dei successivi esemplari si scelse la denominazione 3=6 Monza, dove 3=6 richiamò alla mente la parentela tecnica con la F93 (anch'essa denominata commercialmente con questo ossimoro matematico), mentre la denominazione "Monza", in omaggio al celebre circuito lombardo, venne probabilmente adottata per evidenziare la linea della carrozzeria chiaramente ispirata alle "Gran Turismo" italiane che, già dall'epoca, dettavano i canoni stilistici per le vetture sportive in tutto il mondo.

### Caratteristiche

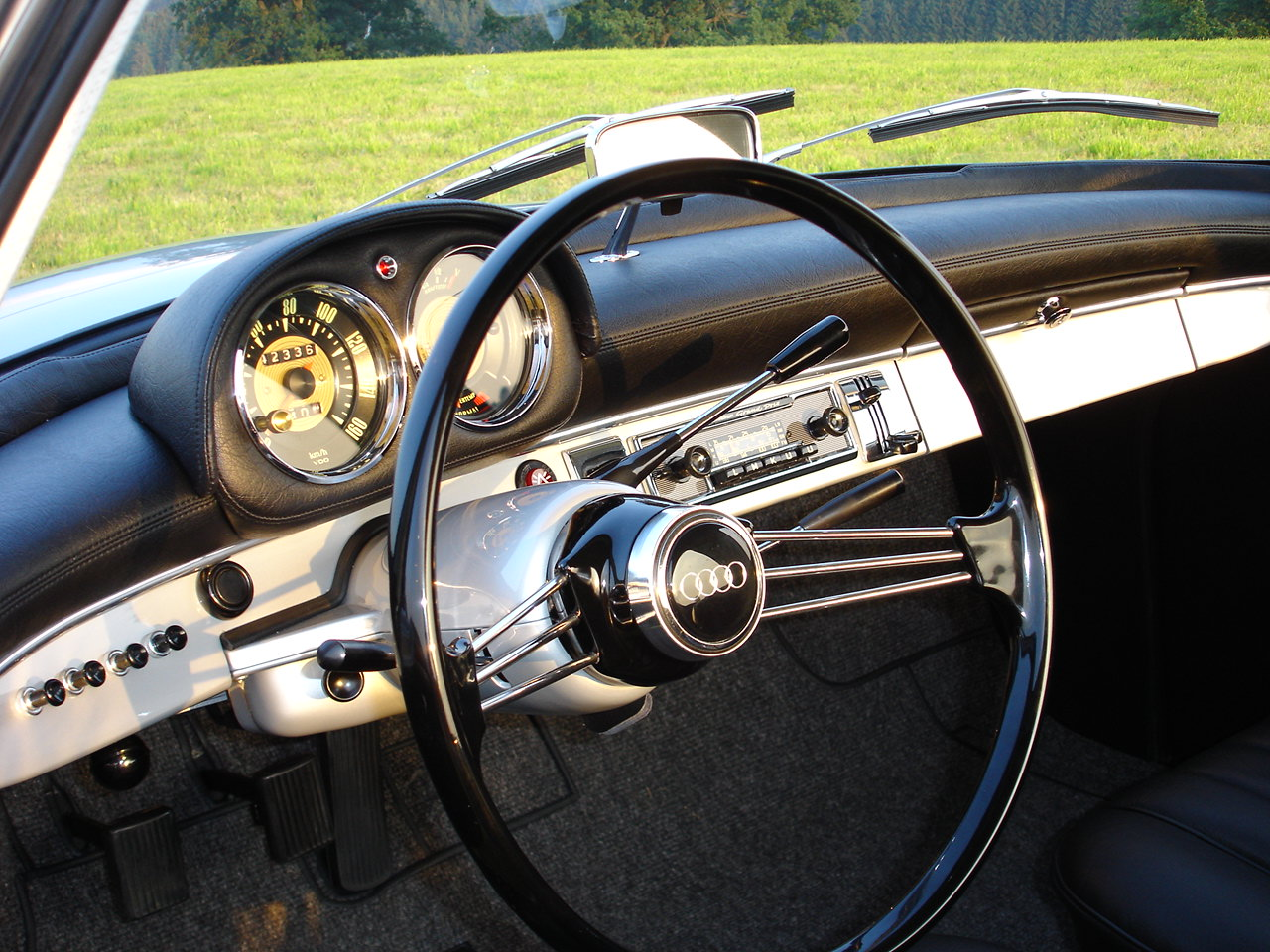
Scorcio dell'interno di una Monza

Caratterizzata da una carrozzeria più bassa e profilata rispetto alle berline F91 ed F93 da cui derivava, la Monza. Tale carrozzeria, di tipo biposto, fu costituita da due gusci in vetroresina, in pratica le zone al di sopra e al di sotto dell'apice dei passaruota. Tali parti venivano in seguito incollate e rivettate al telaio. Questo fu il telaio della F91 solo per i primi quattro esemplari, mentre negli esemplari successivi venne utilizzato quello della F93. Non solo, ma in seguito l'abitacolo della vettura sarebbe divenuto a 2 posti più 2. Le primissime Monza prodotte da Dannenhauer erano caratterizzate da una parte anteriore in cui il cofano motore andava ad incorporare la calandra, sottile ed ovale. I primi quattro esemplari noti come Solitude, più altri due successivi con telaio F93 erano inoltre caratterizzati dal parabrezza ed i vetri laterali dal disegno spigoloso, una soluzione che finì per non piacere affatto ad Ahrens e Mantzel, per cui in seguito si sarebbe passati a superfici vetrate dal disegno più tondeggiante.
Gli interni differiscono enormemente per le vetture prodotte. Gli esemplari furono realizzati su ordinazione e dotati di accessori e finiture adatti al gusto e alle esigenze dei committenti. Esistono così delle "Monza" impreziosite da finiture di grande pregio, con verniciature particolari e sellerie in pelle, come esemplari improntati alla massima spartanità, evidentemente destinati alle competizioni.
Per quanto riguarda i motori, le quattro Solitude montavano il tricilindrico a due tempi da 900 cm³ con potenza massima di 40 CV, lo stesso che veniva montato in quel periodo sotto il cofano della F93. Pertanto, i quattro esemplari di Solitude possono essere considerati come una combinazione tra il telaio della F91 ed il motore della F93. Le Monza con telaio F93 montavano invece una variante rialesata dello stesso tricilindrico. In questo modo la cilindrata salì a 981 cm³ mentre la potenza massima rimase inizialmente invariata a 40 CV. Grazie alla pur modesta riduzione del peso e, soprattutto, alla migliore conformazione aerodinamica, la "Monza" (così come l'iniziale "Solitude") raggiunge una velocità massima di 140 km/h, vale a dire 15 km/h in più rispetto alle berline da cui queste vetture trassero origine.

### Carriera commerciale

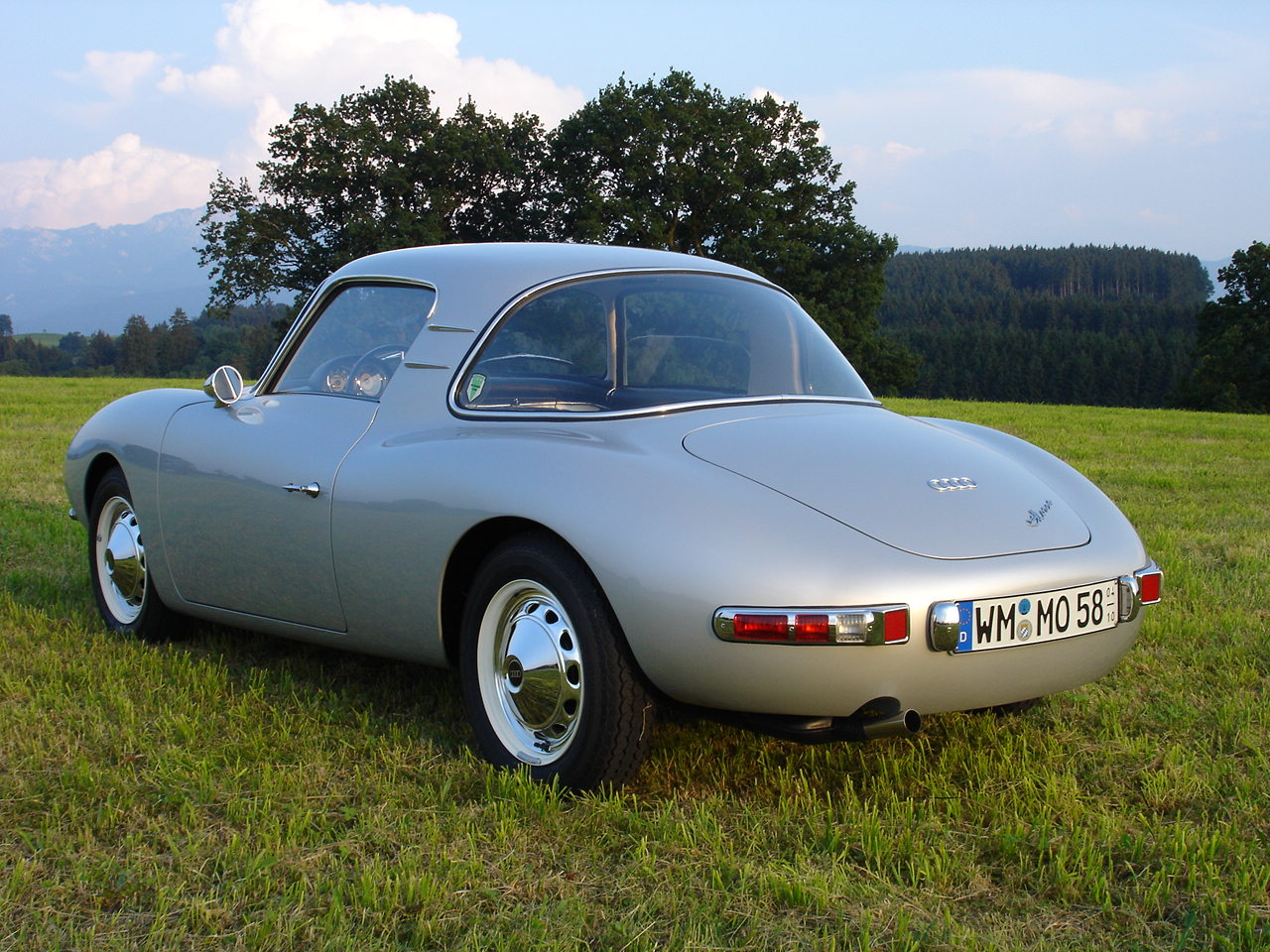
Vista posteriore di una Monza

Pur essendo destinata ad una produzione marginale, molto di nicchia, la Monza divenne in breve tempo famosa per i suoi risultati sportivi. Nel giro di un anno, il direttivo Auto Union decise di aumentare il ritmo produttivo, fino a quel momento limitato a poche unità annue. Per questo, nel dicembre 1956 un altro responsabile commerciale della Casa, Fritz Wenk, si recò presso la Dannenhauer & Stauss per proporre loro questa novità. Ma la piccola azienda di Stoccarda, non disponeva di risorse tali da poter cominciare una produzione in serie. Per questo l'accordo con la Dannenhauer & Stauss fu risolto e a partire dall'inizio del 1957 la produzione fu trasferita presso un'altra piccola azienda, la Massholder di Heidelberg. In generale, le Monza prodotte dalla carrozzeria Massholder differivano da quelle della Dannenhauer & Stauss per alcuni particolari, soprattutto nella zona posteriore del corpo vettura. Nella parte anteriore, la maggior parte delle Monza prodotte da Massholder ricalcava quelle del precedente carrozziere, ma le ultime proposero una novità, rappresentata dal cofano motore che non integrava più la calandra. La produzione presso la Massholder durò un anno: anche il carrozziere di Heidelberg, infatti, non poté portare la produzione ai livelli auspicati dalla dirigenza Auto Union. La Massholder si defilò quindi dal compito assegnatole ed anche questo accordo cessò di esistere. La produzione fu nuovamente trasferita, questa volta presso la carrozzeria Schenk di Stoccarda-Feuerbach. Le differenze estetiche tra le Monza di Massholder e quelle di Schenk furono minime: tra queste spiccò quella relativa al montante posteriore, che fino a quel momento recava una presa d'aria con due listelli orizzontali e che a quel punto rinunciò alla presa d'aria e montò solo i due listelli. Meccanicamente si ebbe invece una novità, rappresentata dall'arrivo di una nuova variante motoristica, con potenza che passò da 40 a 44 CV. Tale motore, in quest'ultima configurazione, fu quello che nello stesso periodo venne montato anche sulla neonata Auto Union 1000 e non andò a sostituire la precedente unità da 40 CV, bensì ad affiancarla. Con l'unità da 44 CV, la Monza riuscì a raggiungere una velocità massima di 150 km/h.

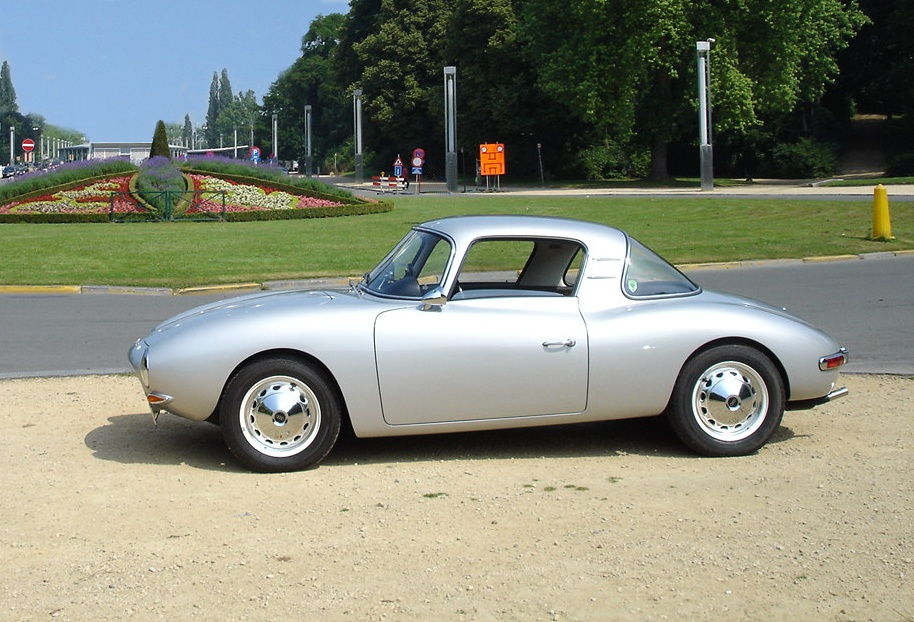
Vista laterale di una Monza

Ma già nell'aprile del 1958 la Auto Union lanciò una nuova coupé compatta, la 1000 Sp, assemblata presso la carrozzeria Baur. La carrozzeria Schenk non vide di buon occhio la nuova arrivata, tanto più che venne introdotta proprio dal cliente che le aveva commissionato l'assemblaggio della Monza. Si arrivò quindi alla tensione fra Schenk ed Auto Union, una tensione che durò oltre un anno e che raggiunse il suo culmine nel momento in cui la Auto Union smise di fornire telai alla Schenk, che continuò a produrre la Monza utilizzando telai DKW usati e su specifiche del cliente. Nel marzo del 1960 fu assemblato l'ultimo esemplare.
Ma la storia della Monza ebbe uno sviluppo inatteso ben 30 anni dopo: infatti nel 1990 il carrozziere svizzero Lüscher cominciò a produrre una piccolissima serie di sette esemplari su vecchi telai DKW. Data l'estrema esiguità della domanda per questo genere di vetture, ormai antiquate già in quel periodo, la produzione dei sette esemplari si protrasse per lunghi anni, fino al 2002 quando venne assemblato l'ultimo esemplare. Il primo degli esemplari di Lüscher fu il più diverso da tutti gli altri per via del frontale, più appuntito e con fari carenati.
Ci sono rapporti contrastanti sui numeri prodotti. Uno dei motivi è che non c'è mai stata alcuna documentazione accurata al riguardo. Diversi produttori hanno prodotto i veicoli in tempi diversi. Un'ulteriore complicazione è che i veicoli Schenk usati potrebbero anche essere convertiti in Monza.
Dopo un'analisi degli attualmente 59 numeri di telaio noti effettuata nel 2022, si può presumere che siano stati prodotti solo 75 veicoli (+/- 2). Ci sono ancora 50 veicoli in tutto il mondo. 

### Carriera sportiva

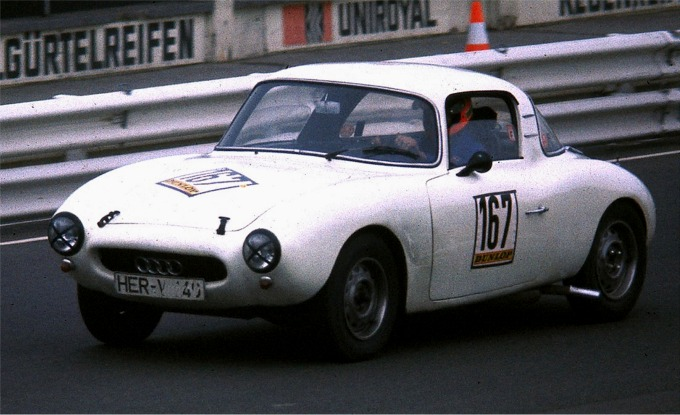
Una Monza in azione durante una gara

La Monza nacque principalmente per le gare, anche se la clientela la utilizzava anche come vettura stradale. Ma il primo ed unico exploit degno di nota in cui la Monza si mise prepotentemente in evidenza si ebbe nel dicembre 1956, quando un team composto da Günther Ahrens, dal pilota tedesco Heinz Meier e dagli elvetici Roberto Barbay e Georg Theiler si alternarono alla guida di una Monza proprio sul circuito italiano che diede il nome alla vettura. In tale occasione, la piccola berlinetta tedesca stabilì ben cinque record di velocità in una corsa continua (salvo le pause per rifornimento e per il cambio di turno dei piloti) di 72 ore. I cinque record stabiliti dalla Monza in quell'occasione furono i seguenti:
- Record delle 4.000 miglia a 140,839 km/h di media;
- Record delle 5.000 miglia a 138,656 km/h di media;
- Record dei 10 mila km a 139,453 km/h di media;
- Record delle 48 ore a 140,961 km/h di media;
- Record delle 72 ore a 139,459 km/h di media.